# Kolejowy Klub Sportowy Lech Poznań 2011-2012
Questa voce raccoglie le informazioni riguardanti il Lech Poznań nelle competizioni ufficiali della stagione 2011-2012. 

## Rosa
| N. |                                 | Ruolo | Calciatore                 |
| -- | ------------------------------- | ----- | -------------------------- |
| 1  | Polonia (bandiera)              | P     | Grzegorz Kasprzik          |
| 27 | Polonia (bandiera)              | P     | Krzysztof Kotorowski       |
| 33 | Polonia (bandiera)              | P     | Gerard Bieszczad           |
| 30 | Bosnia ed Erzegovina (bandiera) | P     | Jasmin Burić               |
| 3  | Serbia (bandiera)               | D     | Ivan Đurđević              |
| 5  | Colombia (bandiera)             | D     | Manuel Arboleda            |
| 25 | Panama (bandiera)               | D     | Luis Henríquez             |
| 19 | Polonia (bandiera)              | D     | Bartosz Bosacki (capitano) |
| 2  | Polonia (bandiera)              | D     | Seweryn Gancarczyk         |
| 22 | Polonia (bandiera)              | D     | Grzegorz Wojtkowiak        |
| 23 | Polonia (bandiera)              | D     | Marcin Kikut               |
| 35 | Polonia (bandiera)              | D     | Marcin Kamiński            |
| 6  | Polonia (bandiera)              | C     | Tomasz Bandrowski          |
| 7  | Polonia (bandiera)              | C     | Jakub Wilk                 |

| N. |                                 | Ruolo | Calciatore          |
| -- | ------------------------------- | ----- | ------------------- |
| 8  | Polonia (bandiera)              | C     | Jacek Kiełb         |
| 15 | Polonia (bandiera)              | C     | Kamil Drygas        |
| 31 | Polonia (bandiera)              | C     | Rafał Murawski      |
| 32 | Polonia (bandiera)              | C     | Mateusz Możdżeń     |
| 10 | Bielorussia (bandiera)          | C     | Sergey Krivets      |
| 13 | Slovacchia (bandiera)           | C     | Ján Zápotoka        |
| 14 | Bosnia ed Erzegovina (bandiera) | C     | Semir Štilić        |
| 21 | Serbia (bandiera)               | C     | Dimitrije Injac     |
| 24 | Bulgaria (bandiera)             | C     | Aleksandăr Tonev    |
| 20 | RD del Congo (bandiera)         | A     | Joël Tshibamba      |
| 11 | Polonia (bandiera)              | A     | Bartosz Bereszyński |
| 66 | Polonia (bandiera)              | A     | Jan Stasiowska      |
| 71 | Polonia (bandiera)              | A     | Bartosz Ślusarski   |